# صالة سلفيت الرياضية المغلقة
صالة سلفيت الرياضية صالة رياضية فلسطينية، تقع وسط مدينة سلفيت بالضفة الغربية، تم افتتاحها عام 2018 بمساحة 2000 متر مربع. صممت وفق معايير عالمية لخدمة عدد من الرياضات أبرزها: كرة اليد، والسلة، والطائرة وألعاب اللياقة والسيرك. تتسع مدرجات الصالة لنحو 1,100 متفرج.
رشحت صالة بلدية سلفيت المغلقة كأحد الصالات لاستضافة كأس العالم لكرة السلة في فلسطين. وجرى فيها عدة مباريات مهمة، مثل: نهائي كرة السلة الفلسطينية، وكرة اليد والطائرة أيضاً.